# Pedro Martinez de Luna
Pedro Martinez de Luna (... – Campidano di Oristano, 1368) è stato un nobile e condottiero spagnolo, attivo durante il XIV secolo.

## Biografia
Membro della potente casata dei de Luna, figlio di Pedro Martinez de Luna senior e della Marchesa di Saluzzo, sposò Elfa de Xerica, figlia di Pedro de Xerica e Bonaventura d’Arborea. Fu al servizio del Re d’Aragona Pietro IV. Morì in Sardegna durante la Battaglia di Sant'Anna, nel 1368.